# Les Terres-de-Chaux
Les Terres-de-Chaux är en kommun i departementet Doubs i regionen Bourgogne-Franche-Comté i östra Frankrike. Kommunen ligger i kantonen Saint-Hippolyte som tillhör arrondissementet Montbéliard. År 2022 hade Les Terres-de-Chaux 130 invånare.

## Befolkningsutveckling
Antalet invånare i kommunen Les Terres-de-Chaux
Referens:INSEE